# راغب مصطفی غلوش
راغب مصطفی مصطفی غلوش (زادۀ ۵ ژوئیهٔ ۱۹۳۸ – درگذشتۀ ۴ فوریه ۲۰۱۶) قاری قرآن اهل مصر بود. وی یکی از اثرگذارترین قراء معاصر محسوب می شود.

## زندگی
مصطفی غلوش ۵ ژوئیهٔ ۱۹۳۸ در روستای برما در استان طنطا واقع در غرب کشور مصر متولد شد. او از سنین نوجوانی از حافظان قرآن بوده‌است.

## استادان و تأثیرگذاران
عبدالغنی الشرقاوی، ابراهیم الطبهیلی و ابراهیم سلام از استادان او بوده‌اند. غلوش تا مدت‌ها از مقلدان مصطفی اسماعیل بود و صوت آن‌ها شباهت زیادی به‌هم دارد. او از ۲۴ سالگی در رادیو و تلویزیون رسمی مصر به‌عنوان قاری حضور یافت و از همان زمان رفته‌رفته سبک خودش در قرائت را دنبال کرد.

## سفرها
راغب مصطفی غلوش حدود ۳۰ سال برای قرائت به کشورهای مختلف از جمله آمریکا، بریتانیا، ایران، فرانسه و کانادا سفر کرد ولی در سال‌های پایانی زندگی‌اش بیشتر در مصر به سر می‌برد.

### سفر به ایران
مصطفی غلوش ۴ بار در سال‌های ۱۳۶۸، ۱۳۷۴، ۱۳۷۹ و ۱۳۸۱ به ایران سفر کرد و تلاوت‌های مختلفی در این کشور اجرا کرد.

## درگذشت
غلوش صبح روز پنجشنبه ۴ فوریه ۲۰۱۶ (۱۴۳۷ قمری) و در سن ۷۷ سالگی در مصر درگذشت. پیکر او پس از نماز عصر روز ۴ فوریه ۲۰۱۶ در زادگاهش، روستای برما در مصر دفن شد.